# Loolmalasin
Der Loolmalasin ist ein erloschener Vulkan in der tansanischen Region Arusha im Distrikt Ngorongoro. Mit 3648 Meter Höhe ist er nach dem Kilimandscharo und dem Mount Meru der dritthöchste Berg in Tansania.

## Lage
Der Loolmalasin liegt im Kraterhochland des Ostafrikanischen Grabens im Norden von Tansania, etwa 200 Kilometer westlich des Kilimandscharo.
Der Berg kann zu Fuß von Nainokanoka aus erreicht werden. Der Ort liegt nördlich des Ngorongoro-Kraters, östlich und südlich von zwei weiteren Kratern, Olmoti und Empakaai. Der Aufstieg ist einfach, Gefahr geht höchstens von Wildtieren aus. Die beste Zeit für eine Besteigung sind die Monate Januar und Februar sowie Juni bis Oktober.
Bei Nainokanoka entspringt der Fluss Munge, der den Magadisee im Ngorongoro-Krater speist.

## Geschichte, Aktivität
Der letzte Ausbruch des Vulkans fand im Pleistozän statt.
Im Umkreis von 20 Kilometern befinden sich drei seismische Messstationen.

## Klima
Der Loolmalasin und die umliegenden Vulkankegel erheben sich hoch über die dazwischenliegende Savanne. Durch den daraus resultierenden Regen haben sich Wälder gebildet. Das abfließende Wasser schneidet tief in die Hänge ein. So entstand an der Ostflanke des Loolmalasin ein 10 Kilometer langer Erdrutsch.

## Naturschutz
Das Gebiet des Loolmalasin liegt im Serengeti-Ngorongoro-Biosphärenreservat der UNESCO.